# Chicago Sky 2015
La stagione 2015 delle Chicago Sky fu la 10ª nella WNBA per la franchigia.
Le Chicago Sky arrivarono seconde nella Eastern Conference con un record di 21-13. Nei play-off persero la semifinale di conference con le Indiana Fever (2-1).

## Roster
| N° | Naz.                   | Ruolo | Sportivo             | Anno | Alt. | Peso |
| -- | ---------------------- | ----- | -------------------- | ---- | ---- | ---- |
| 1  | Stati Uniti (bandiera) | A     | Tamera Young         | 1986 | 188  | 77   |
| 5  | Stati Uniti (bandiera) | G     | Jacki Gemelos        | 1988 | 183  | 75   |
| 8  | Brasile (bandiera)     | C     | Clarissa             | 1988 | 185  | 82   |
| 11 | Stati Uniti (bandiera) | A     | Elena Delle Donne    | 1989 | 196  | 85   |
| 14 | Stati Uniti (bandiera) | G     | Allie Quigley        | 1986 | 178  | 64   |
| 21 | Stati Uniti (bandiera) | G     | Jamierra Faulkner    | 1992 | 168  | 64   |
| 22 | Stati Uniti (bandiera) | G     | Courtney Vandersloot | 1989 | 173  | 59   |
| 23 | Stati Uniti (bandiera) | G     | Cappie Pondexter     | 1983 | 175  | 73   |
| 25 | Stati Uniti (bandiera) | C     | Victoria Macaulay    | 1990 | 193  | 73   |
| 32 | Stati Uniti (bandiera) | A     | Cheyenne Parker      | 1992 | 193  | 86   |
| 41 | Brasile (bandiera)     | AC    | Érika                | 1982 | 196  | 86   |
| 44 | Stati Uniti (bandiera) | GA    | Betnijah Laney       | 1993 | 183  | 73   |
| 45 | Stati Uniti (bandiera) | C     | Sasha Goodlett       | 1990 | 196  | 108  |
| 51 | Stati Uniti (bandiera) | A     | Jessica Breland      | 1988 | 191  | 79   |

## Staff tecnico
- Allenatore: Pokey Chatman
- Vice-allenatori: Tree Rollins, Christie Sides
- Preparatore atletico: Heidi Wlezien
- Preparatore fisico: Ann Crosby